# Holašovice

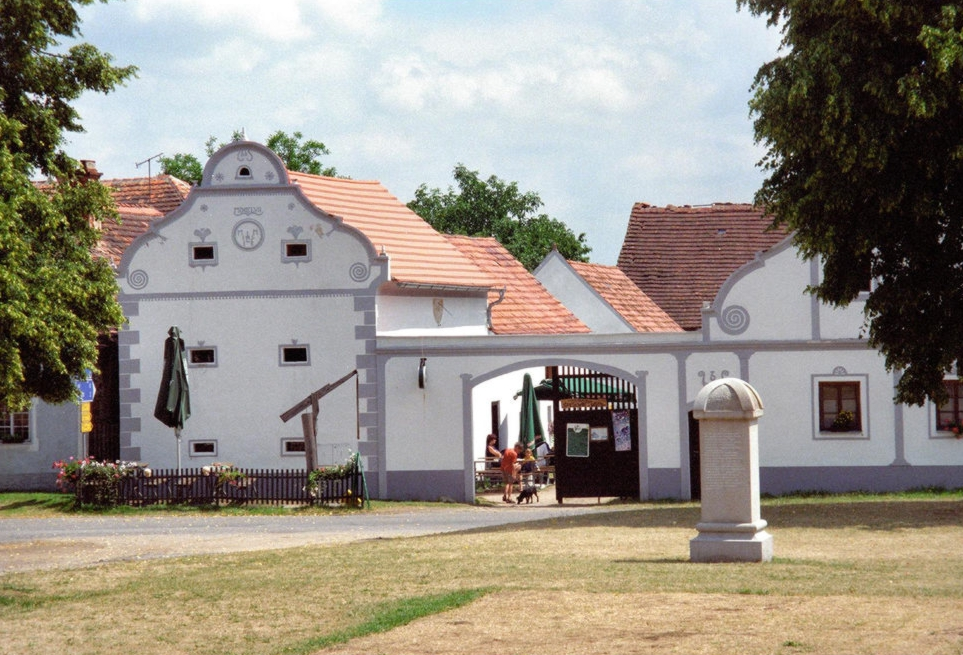
Holašovice.

Holašovice (en checo: [ˈɦolaʃovɪtsɛ]ⓘ, en alemán: Hollschowitz o Holschowitz) es una pequeña villa histórica localizada en la parte sur de la República Checa a 15 kilómetros al oeste de České Budějovice perteneciendo al municipio de Jankov. En el sur se encuentra el paisaje protegido del bosque de Blanský.
La ciudad quedó desierta durante la Segunda Guerra Mundial quedando los edificios intactos. En 1990 fue restaurada y rehabilitada siendo incluida en la lista del Patrimonio de la Humanidad por la Unesco en 1998.

## Historia
La ciudad es mencionada por primera vez en 1263. En 1292 el rey Wenceslao II cedió la aldea junto con tras al monasterio cisterciense de Vyšší Brod al cual perteneció hasta 1848.
Entre 1520 y 1525, la ciudad sufrió la peste bubónica superviviendo solo dos habitantes. Una columna erigida en el extremo norte conmemora este evento. El monasterio fue repoblando la villa con colonos de Baviera y Austria. En 1530 la población se incrementó hasta los 17 habitantes según los archivos del monasterio convirtiéndose en un enclave de lengua alemana en una zona de idioma checo En 1895 había 157 habitantes descendientes de alemanes por 19 de origen checo.
Tras la marcha de los residentes alemanes durante la Segunda Guerra Mundial, muchas granjas y casas fueron abandonadas no siendo repobladas hasta la década de 1990. Su población actual ronda los 140 habitantes.

## Arquitectura
Holašovice presenta el típico estilo de villa Bohemia en la zona de Hlubocká Blatská. Consiste en 23 manzanas con unos 120 edificios construidos entre los siglos XVIII y XX siendo la mayor parte de la segunda mitad del siglo XIX. La iglesia de San Juan Nepomuceno fue edificada en 1755.